# Střední odborná škola Luhačovice
Střední odborná škola Luhačovice (zkráceně SOŠ Luhačovice) je státní střední škola v Luhačovicích, jejím zřizovatelem je Zlínský kraj. Škola nabízí ke studiu celkem devět oborů se zaměřením na umělecká řemesla, management a marketingovou komunikaci, informační služby a gastronomii. Škola má vlastní školní jídelnu a domov mládeže. Ten je určen pro studenty ze vzdálenějších regionů a je vybavený prostorami pro volnočasové vyžití (kulturní sál, posilovna, sál na aerobik, studovna a sauna).

## Historie
Škola vznikla 1. září 1967 z rozhodnutí Ministerstva kultury pod názvem Učňovská škola knihkupecká. Zde se soustředila do té doby roztříštěná výuka oboru Knihkupec (obor byl vyučován v Turnově a Gottwaldově). Škola byla alokovaným pracovištěm Učňovské školy Gottwaldov, v roce 1973 se pobočka osamostatnila.
1. září 1990 byla otevřena Rodinná škola, do prvního ročníku nastoupilo devadesát děvčat. Škola navázala na tradici dřívějších rodinných škol, ale ve své koncepci se zaměřila i na ekonomický směr. Od 1. září 1992 škola začala vyučovat obory uměleckých řemesel (uměleckořemeslné zpracování kamene a keramiky, skla, dřeva a kovů). V září 1995 byla převedena pod rezort školství a později přejmenována na Střední odbornou školu a Střední odborné učiliště v Luhačovicích. V roce 1998 se začaly vyučovat tříleté učební obory gastronomie. Obor knihkupectví byl roku 2003 nahrazen oborem Knihovnické a informační systémy a služby, tento obor byl na státních školách vyučován pouze v Luhačovicích a Brně. Od roku 2005 vystupuje škola pod současným názvem. Ve stejném roce ve spolupráci s Univerzitou Tomáše Bati vznikl nový obor Management a podnikání v umění a reklamě, který byl vyučován pouze v Luhačovicích.
V roce 2020 škola zvítězila v anketě Férový zaměstnavatel organizované Zlínským krajem a Krajskou hospodářskou komorou.
V červnu 2021 zasáhl Luhačovice ničivý downburst, který poničil střechu Domova mládeže. Střecha byla opravena v září téhož roku.

## Učební obory
Škola nabízí studium maturitních oborů: Management a marketingové komunikace, Specialista informačních procesů, Specialista v oblasti knižní kultury, Design a zpracování kovů, Design a zpracování dřeva a Design a tvorba keramiky. Dále také nabízí studium oborů s výučním listem a to: Kuchař – číšník, Kuchař – kuchařka, Číšník – servírka.
K odbornému výcviku uměleckých řemesel jsou využívány vlastní dílny, ve kterých probíhá velká část praxe těchto oborů, stejně tak i v dílnách externích mistrů. Praxe gastronomických oborů je realizována ve špičkových lázeňských hotelech, kromě toho škola využívá i vlastní odborné pracovny a pracoviště odborného výcviku.

## Orgány školy
V roce 2005 byla zřízena školská rada složená ze šesti členů, kteří umožňují zákonným zástupcům nezletilých žáků, zletilým žákům, pedagogům a dalším osobám podílet se na správě školy. V březnu roku 2023 byl založen školní parlament, složený ze zástupců tříd. Cílem parlamentu je pomoc s vytvářením příjemného klimatu ve vnitřních prostorách školy, přispívá k předcházení výskytu negativních jevů mezi žáky a podílí se na řešení problémů a situací, souvisejících s chováním žáků.
Školní knihovna byla otevřena na začátku roku 2005, přístupná je pro pedagogy i žáky školy. Periodika knihovna získává z darů. Součástí knihovny je počítač, který je vybaven softwarovým knihovnickým programem KPWin, který je součástí přiděleného grantu pro obor Knihovnické a informační systémy a služby.

## Projekty
Škola je od roku roku 2005 členem sítě UNESCO. Tento titul školu zavazuje k trvalému rozvoji a modernizaci školy, ke vzájemné spolupráci všech oborů a zvyšování kvality vzdělávání.
Škola je držitelem akreditace Erasmus+ v oblasti odborného vzdělávání. V období mezi lety 2021–2027 probíhají projekty v délce dvou týdnů až tří měsíců v institucích v Portugalsku, Německu, Litvě, na Slovensku, ve Slovinsku a na Maltě.
Škola pomocí dotací od Ministerstva školství pořídila počítač se "Zápisníkem nevidomého" speciálně pro svou slabozrakou studentku. Tento počítač má k dispozici po celou dobu studia. Je přizpůsobený tak, aby jí studium co nejvíce usnadnil.

## Akce školy
Škola pořádá velké množství akcí. Od roku 2007 se každé jaro odehrává školní majáles, sloužící jako studentská oslava příchodu jara. Na konci školního roku probíhává v hale Vincentka výstava maturitních prací, při které je možné vidět práce žáků uměleckých řemesel. V únoru se konává ples školy určený pro studenty, zaměstnance a jejich rodiny a přátele, organizovaný domovem mládeže, který pracuje při Střední odborné škole. Škola pořádá i akce pro základní školy jako jsou například Erasmus Days, Přípravné kurzy na talentové zkoušky pro obory uměleckých řemesel, Prezentuj s lehkostí, Spěchej pomalu!, Tak to u nás chodí, Gastronomie všemi smysly či Přípravné kurzy k jednotným přijímacím zkouškám.

## Galerie

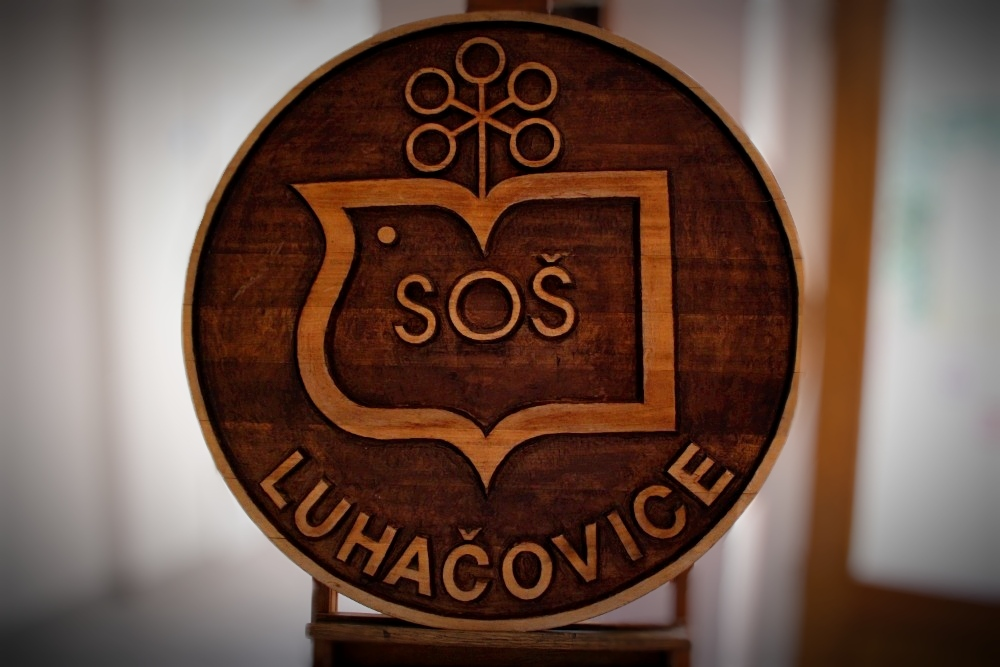
Znak školy
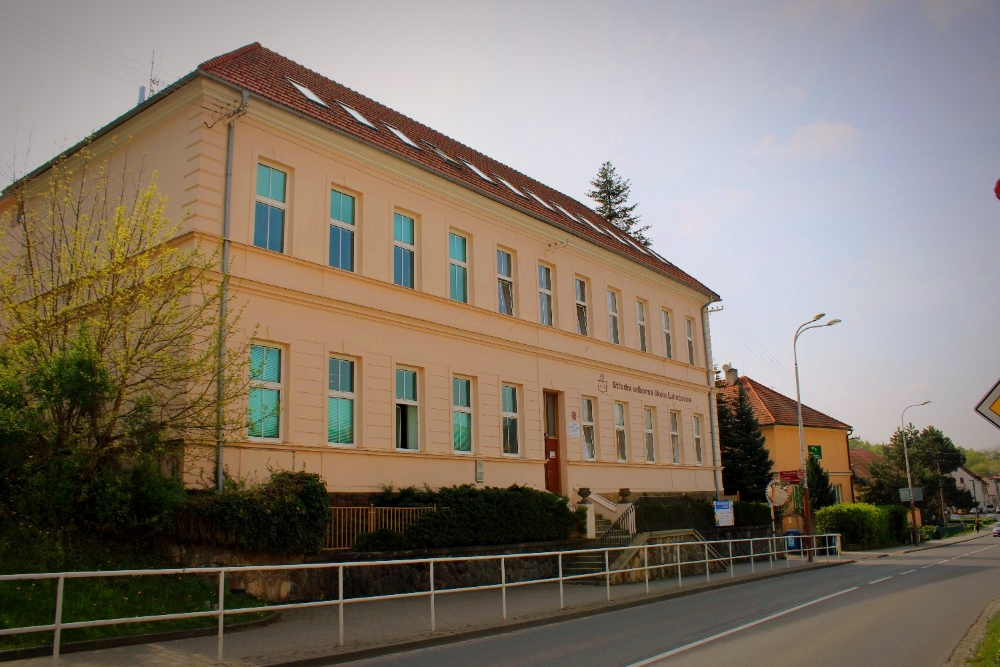
Budova školy
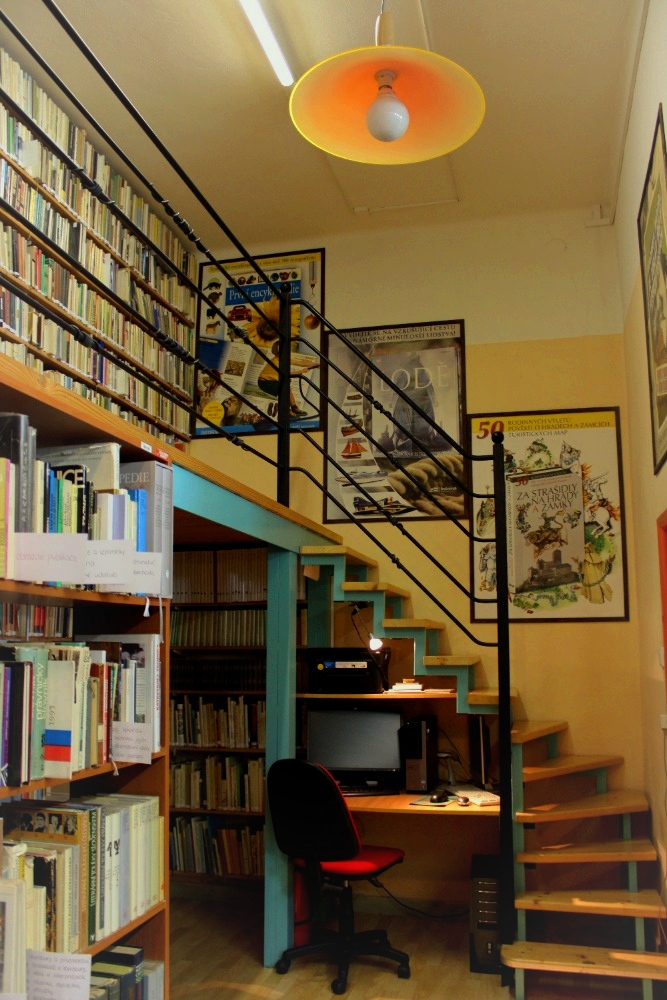
Školní knihovna
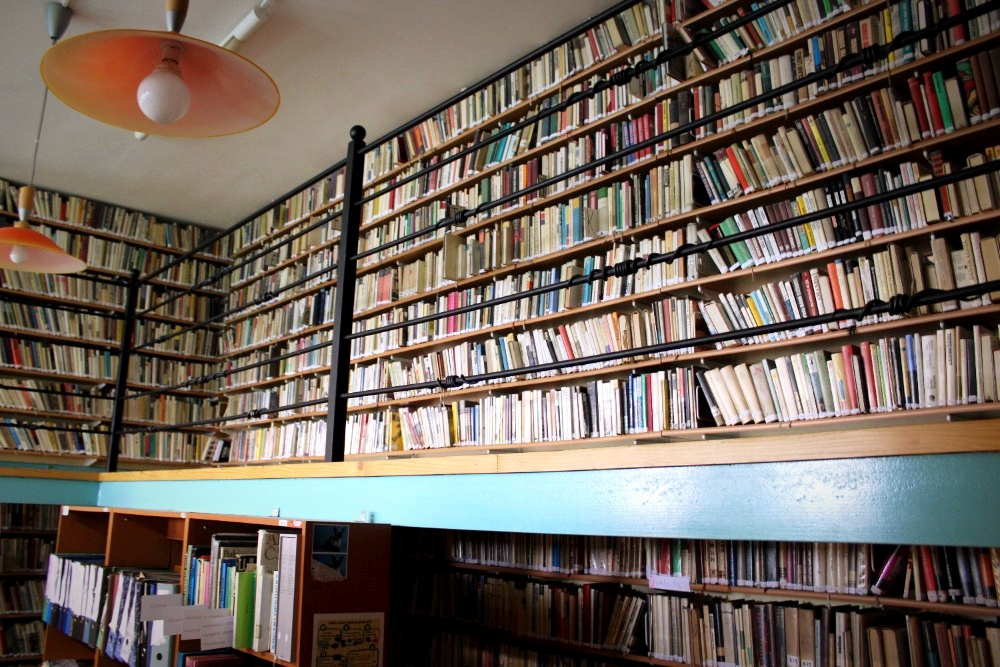
Školní knihovna
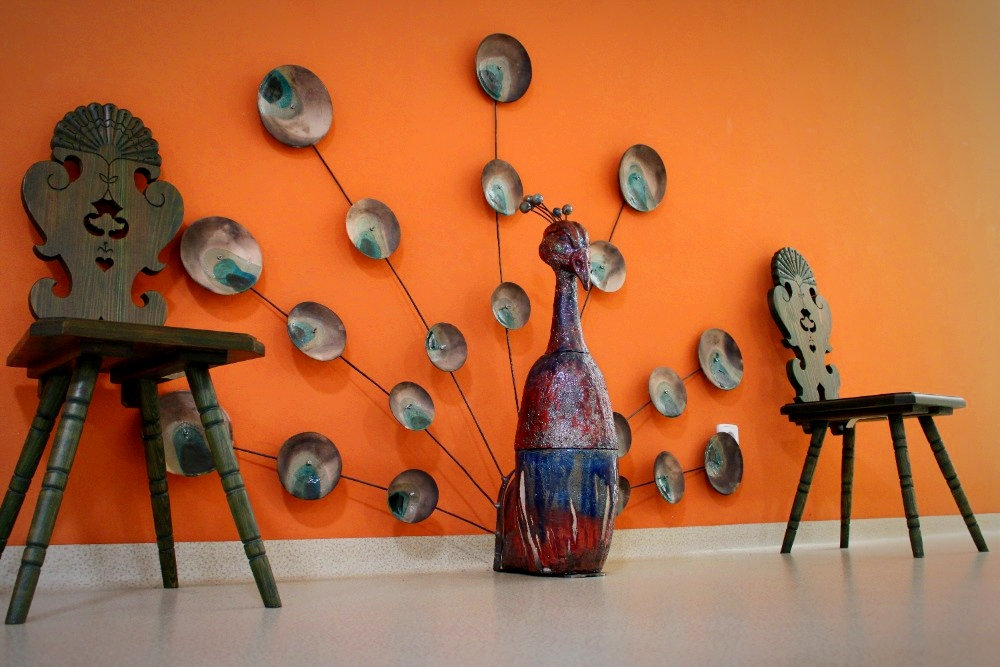
Ukázka prací studentů
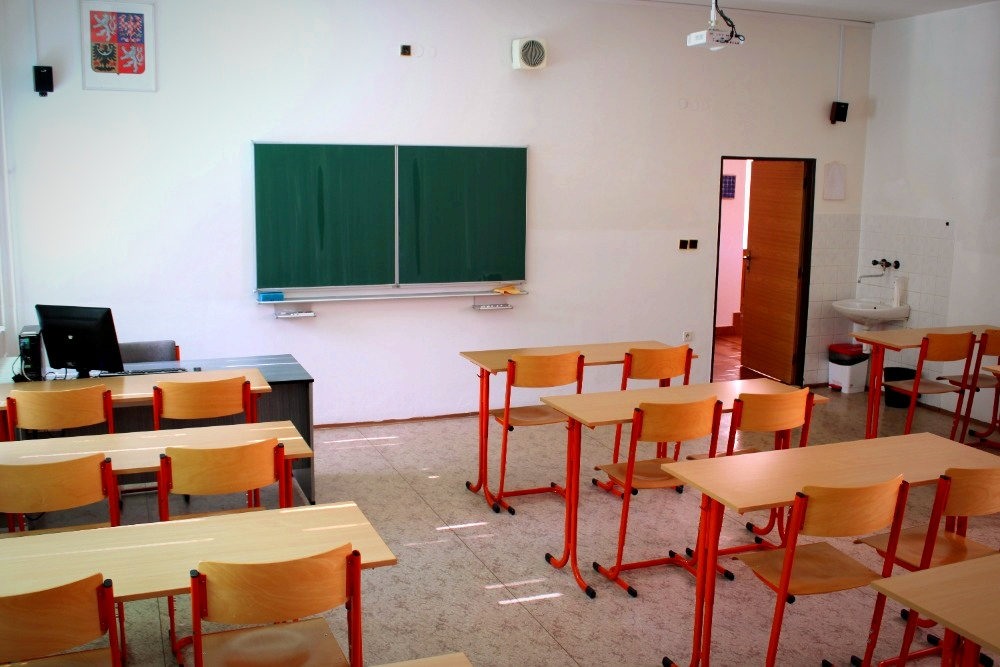
Třída v prvním patře školy
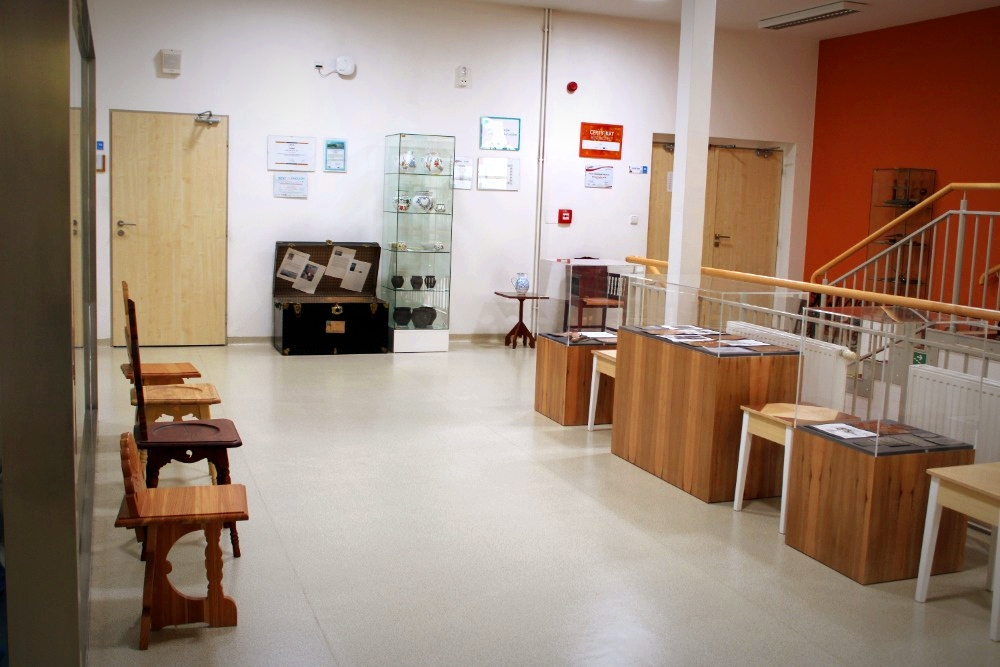
Chodba ve druhém patře
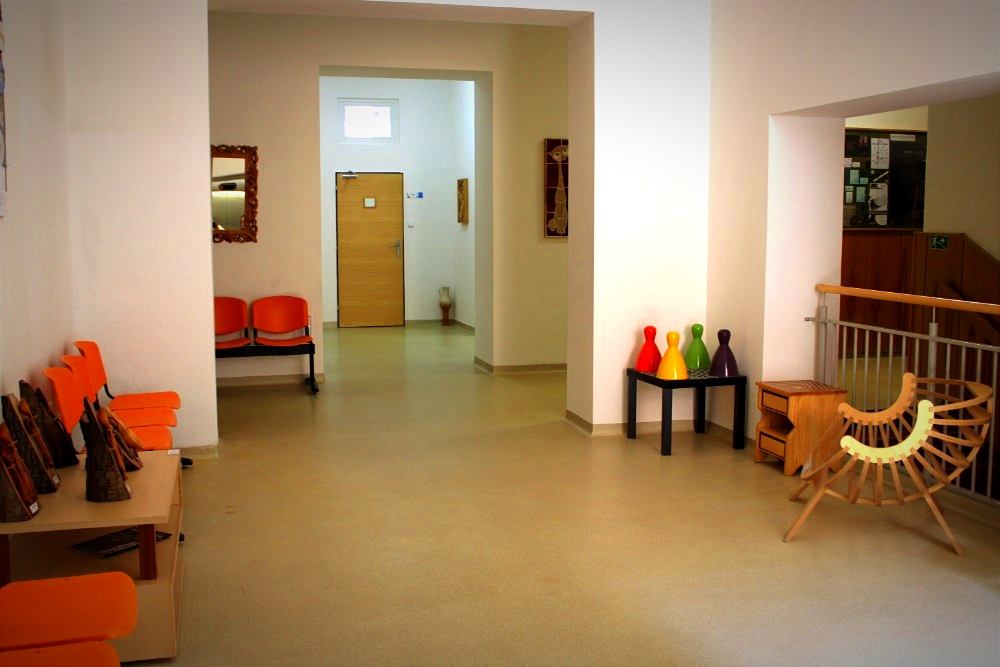
Chodba v prvním patře
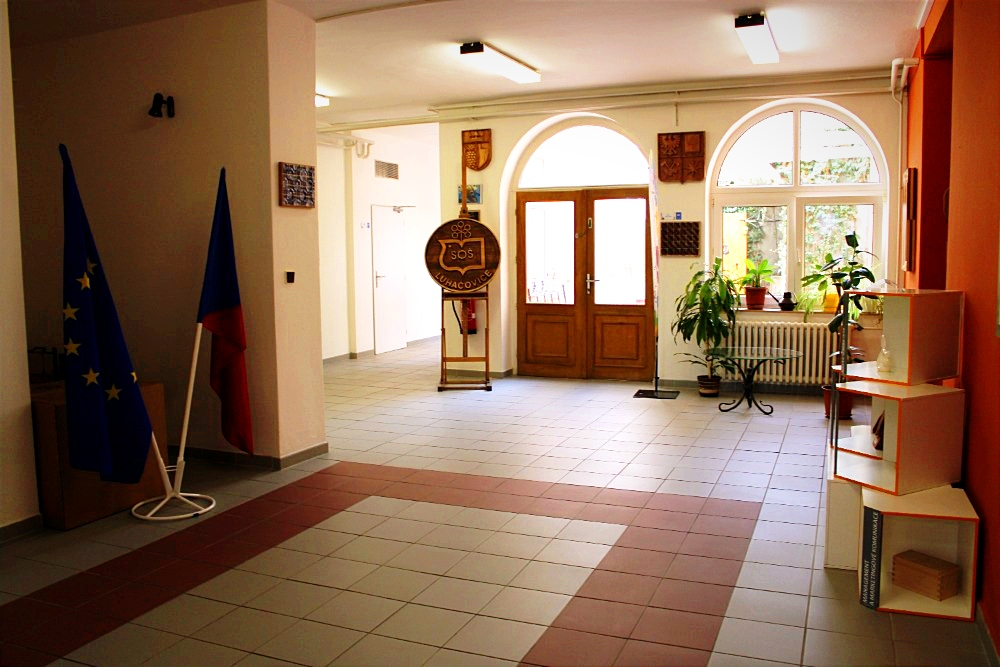
Chodba přízemí
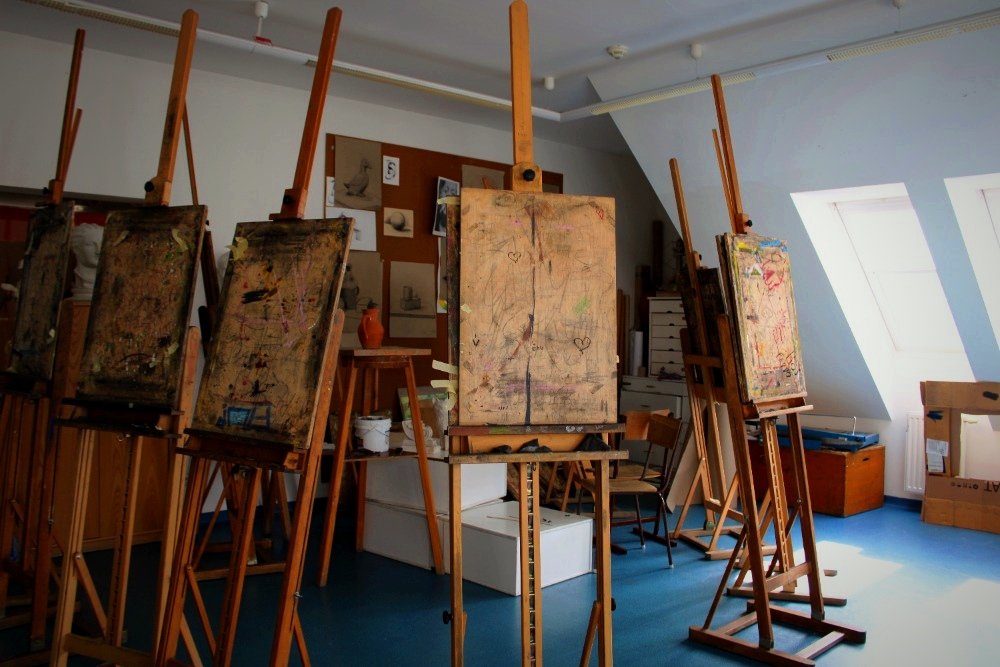
Ateliér
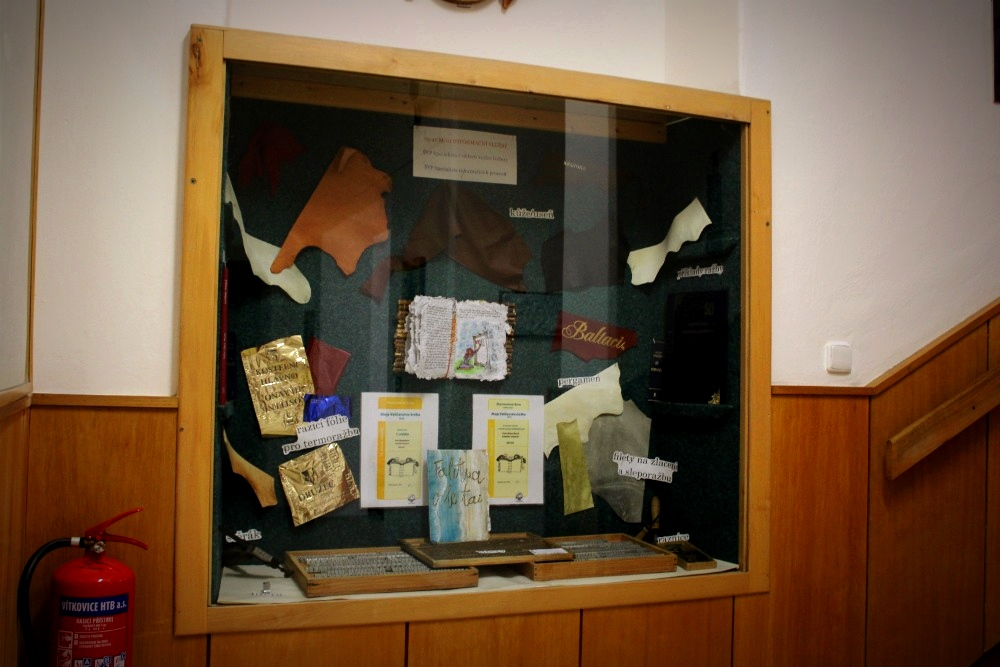
Prezentace výrobků  oboru Informační služby
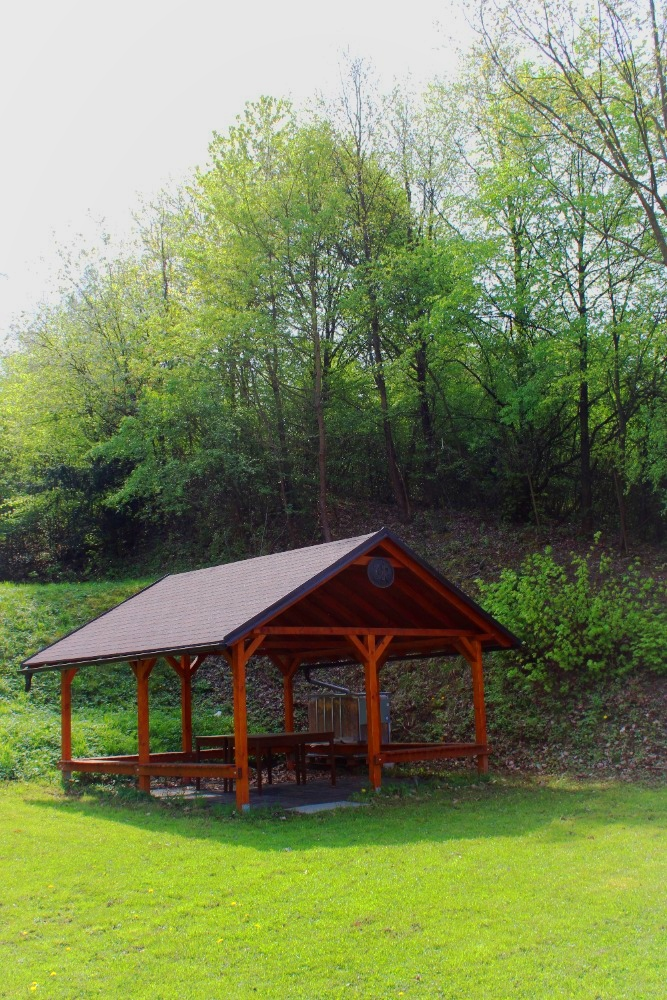
Altánek na školní zahradě